# 鬚豬
鬚豬（学名：Sus barbatus）也称为婆羅洲鬚豬，屬豬科豬屬，是一種分布在馬來群島上的野豬(也是婆羅洲唯一的豬種)。
鬚豬的特點是嘴部有突出的鬍鬚，身高72-85cm，體重可達150kg，牠分布於蘇門答臘、婆羅洲、馬來半島和蘇祿群島，主要棲息處是雨林和紅樹林，以家庭形式生活，母豬會照顧幼豬至18個月大，牠們會和其他豬科家族成員雜交。牠們的棲息地大多以熱帶常綠雨林為主，但它也生活在其廣大地區的其他棲息地，從海岸到雲霧林。它也出現在紅樹林和次生森林。
牠們通常最活躍時間是早晨和深夜，中午牠們在泥沼中休息或睡眠，食物包括水果、真菌，無脊椎動物，海龜卵和動物屍骸，牠們經常跟隨長臂猿和獼猴群，食用靈長類動物扔在地上的水果。牠們也是唯一有遷徙行為的野豬。
牠們的天敵是老虎、豹和當地達雅克人，牠們主要威脅是森林減少。